# Gorm Rasmussen
Gorm (Frederik) Rasmussen (født i Aalborg 1945, bosat på Lolland 1984 - 2011, nu bosat på Møn) er en dansk forfatter, journalist, oversætter og filmdokumentarist.
Han havde debut i Hvedekorn 1969 hos redaktør Poul Borum.
Gorm Rasmussen har udgivet en lang række bøger siden hans bogdebut i 1972, digte, rejsebog, romaner, noveller, dertil dramatik for radio, TV og egnsspil. Han har medvirket som researcher og manuskriptforfatter ved adskillige dokumentarfilm.
Gorm Rasmussen er uddannet journalist, med læretid på Dagbladet Børsen, derpå Ekstra Bladet, Demokraten, Ritzaus Bureau, forskellige bladprojekter, 3. Verden pressebureau, omfattende rejser, freelancer til radio (bl.a. Panorama), fagblade og magasiner. Han har desuden studeret dansk, etnografi og spansk.
Gorm Rasmussen har modtaget adskillige legater, blandt andet treårslegatet samt to produktionspræmier fra Statens Kunstfond, dertil hæderslegater.

### 1982
- Miss America (Roman, Modtryk & Klim)

### 1984
- Skovmanden (Roman, Borgens)

### 1987
- Mands Minde (Roman, Borgens)

### 1992
- Den søde Grød (Noveller, Borgens)

### 1994
- Skyggers Levetid (Roman, Borgens)

### 1999
- Over hals og hoved (Roman, Aschehoug)

### 2002
- Natbarber (Roman, Gyldendal)

### 2005
- Bertil Betjents Saga (Roman, Gyldendal)

### 2006
- Redaktør sammen med Bent Vinn Nielsen og bidragsyder til antologien Understrømmen (Gyldendal, sept.)

Bidragyder med essay til international antologi om den schweiziske eventyrforsker og psykoanalytiker Marie-Louise von Franz

### 2009
- Lille Svend (Roman, Gyldendal)

### 2010
- Medforfatter/bidrager til Aleksandra Mirs (en) globale bogprojekt: How not to ...-bøgerne via mit engagement i 3 mdrs. kunstprojektet Tumult

### 2011
- Cesar Vallejo og Rubén Darío oversat og publiceret/oplæst: Hald Hovedgård, Bogens Uge, Politiken, trykt i Viktor B. Andersens Maskinfabrik. Pomp and Circumstance-vers til Aalborg, Limfjorden

### 2012
- Et lille hyldestvers (dronningejubilæum) til afsyngning på Rådhuspladsen i København
- Vers til Skanderborg Festivalen (melodi: Pomp and Circumstance)

### 2013
- Januar, Aarhus, vers til Tonica-koret (Pomp and Circumstance)

### 2014
- Utyske No1, Mændene i bakkerne (fire essays)
- Utyske No2, De lyshigende (essays og fortællinger)
- Rubén Darío i udvalg (gendigtning og vejviser)

### 2015
- Utyske No 3 & Utyske No 4 (Essays Som Utyske, oversat til tysk)
- La Chunga (oversættelse af Mario Vargas Llosa)

### 2016
- Sangtekst (Pomp and Circumstance) til Hamlet/Shakespeare-jubilæum, Kronborg
- Livtag (roman, Utyske No 4), oversat til tysk

### 2017
- - Et Døgn På Heden - (Utyske No 5, operalibretto)
- Antonio & Manuel Machado, Poesi og Prosa (oversættelse)

### 2019
- Der burde have været roser ... (essayantologi, Utyske No 6/7)

### 2021
- Skænderier, hvad, hvordan, hvorfor (essayantologi sammen med Per Aage Brandt, Utyske No 8)

### 2023
- Himmelbjerge (roman)
- Valle-Inclán i Udvalg (oversættelse)
- Pibe med Kif, Valle-Inclán (oversættelse)

### 2024
- Bidragyder til antologi Toppen af Danmark, Gutkind

Herudover to digtsamlinger, "Marodøren" og "Hverdagens Torden" samt en rejsedagbog, "Gringo, skyerne ligner en hest", i 70érne. Digte i tidsskrifter som Hvedekorn og norske Vinduet. Novellen “Gøgeungen” sammen med billedkunstneren Peter Hentze (1996). Har medvirket i en lang række antologier og har desuden skrevet tre ungdomsromaner, "Den hvide Skygge" (Borgen, 1989), "Tryllerenen" (Borgen, 1990) og "Stenjaguaren" (Borgen, 1990).

### 2025
- Sargassum (Roman, Forlag Folke)

## Dramatik
- Manuskript til Den Gode Lykke, TV-spil instrueret af Lone Scherfig, 1993
- Billiardspillernes gudsbevis, Radiospil sendt 1995
- Stormflod 1872, Egnsspil opført 1995
- Forældreløse Fæ, Radiospil opført 1998 og 1999
- Højfolk, Egnsspil opført 1998
- Julemiraklet, Krybbespil & musical opført 1998, 1999, Esbjerg Musikhus
- Bolero, Radiospil opført 1999
- Drømmen om Dannevirke, TV-doku-drama, 1996, 99 og 2000
- Andersens Flugt, musical, Nakskov Teater, 2005

## Film
- Livet i følge Anton, kortfilm om mønsk bonde, med Iben Haahr Andersen, 2015
- Manuskript + research til og instruktør ass. på Danmarksfilm, Af den fædrene Jord, 2004
- Medforfatter + research: Dronningens Musikanter, 2002
- Manuskript og research til Homo Lalandiense, 1996 (Grand Prix 1997)
- Research til Smoking, 1990
- Research til dokumentarfilm Tjernobyl - efteråret, 1986

## Radio
En lang række større og mindre journalistiske features og montager gennem mange år.